# Bokensdorf
Bokensdorf település Németországban, azon belül Alsó-Szászország tartományban. Lakosainak száma 1262 fő (2023. december 31.). Bokensdorf Sassenburg, Jembke, Tappenbeck, Weyhausen és Osloß községekkel határos.

## Népesség
A település népességének változása:
| Lakosok száma | 940  | 1223 | 1286 | 1283 | 1300 | 1296 | 1273 | 1262 |
|               | 2010 | 2016 | 2017 | 2018 | 2019 | 2021 | 2022 | 2023 |